# اسکات لنگ (دنیای سینمایی مارول)
اسکات لنگ شخصیتی است که توسط پل راد در فرنچایز فیلم دنیای سینمایی مارول ۶۱۶ (MCU) به تصویر کشیده شده است، که بر اساس شخصیتی در مارول کامیکس به همین نام ساخته شده است و معمولاً با خوددیگرش ، انت‌من شناخته می شود . تا تاریخ ۲۰۱۹ این شخصیت، شخصیت برجسته MCU است که در چهار فیلم از معرفی وی در فیلم مرد مورچه ای تا انتقام جویان: پایان بازی به تصویر کشیده شده است.